# Musée départemental de la Résistance et de la Déportation (Manneville-sur-Risle)
Pour les articles homonymes, voir Musée de la Résistance et de la Déportation.
Le musée départemental de la Résistance et de la Déportation est un musée à Manneville-sur-Risle (Eure).

## Collections
Le musée aborde notamment la mémoire du maquis Surcouf.